# Natação artística no Campeonato Europeu de Esportes Aquáticos de 2018 - Combinação rotina livre
A prova da combinação rotina livre da natação artística no Campeonato Europeu de Esportes Aquáticos de 2018 ocorreu no dia 5 de agosto no Scotstoun Stadium, em Glasgow no Reino Unido.

## Calendário
| Fase  | Data        | Hora  |
| ----- | ----------- | ----- |
| Final | 5 de agosto | 13:30 |

Todos os horários estão no horário local (UTC+0)

## Medalhistas
| Ouro | Prata | Bronze |
| Ucrânia · Maryna Aleksiiva · Vladyslava Aleksiiva · Valeria Aprielieva · Marta Fiedina · Oleksandra Kashuba · Yana Nariezhna · Kateryna Reznik · Anastasiya Savchuk · Alina Shynkarenko · Yelyzaveta Yakhno · Veronika Hryshko (reserva) · Oleksandra Kovalenko (reserva) | Itália · Leyre Abadía · Abril Conesa · Berta Ferreras · Emma García · María Juárez · Meritxell Mas · Elena Melián · Paula Ramírez · Sara Saldaña · Blanca Toledano (reserva) · Iris Tió (reserva) | Espanha · Beatrice Callegari · Domiziana Cavanna · Linda Cerruti · Francesca Deidda · Costanza Di Camillo · Costanza Ferro · Gemma Galli · Alessia Pezone · Enrica Piccoli · Federica Sala · Marta Murru (reserva) · Francesca Zunino (reserva) |

## Resultados
Esses foram os resultados da competição.
| Pos.              | Nacionalidade |         |
| Pos.              | Nacionalidade | Pontos  |
| ----------------- | ------------- | ------- |
| Medalha de ouro   | Ucrânia       | 94.4667 |
| Medalha de prata  | Itália        | 92.6000 |
| Medalha de bronze | Espanha       | 91.4667 |
| 4                 | Grécia        | 88.0667 |
| 5                 | Bielorrússia  | 84.6333 |
| 6                 | Israel        | 83.1000 |
| 7                 | Reino Unido   | 81.3667 |
| 8                 | Alemanha      | 80.3000 |
| 9                 | Áustria       | 80.0000 |
| 10                | Portugal      | 76.3667 |